# Хлерівка
Хлерівка — селище в Україні, у Звенигородському районі Черкаської області, підпорядковане Стеблівській селищній громаді. Населення складає 18 осіб.